# Loro Piana

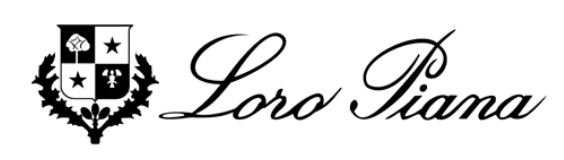
Logo von Loro Piana

Die Loro Piana S.p.A. mit Firmensitz in Quarona ist ein 1924 gegründetes italienisches Modeunternehmen, das zunächst edle Wollstoffe und Garne herstellte. Ab den 1990er Jahren erweiterten eine Bekleidungslinie sowie Lederwaren und Accessoires – jeweils für Damen, Herren und Kinder – im oberen Preissegment das Sortiment. 
Die hochpreisigen Waren werden über ein internationales Netzwerk von eigenen Geschäften und den gehobenen Einzelhandel vertrieben. Seit 2013 ist das ehemalige Familienunternehmen, das weltweit besonders für feine Kaschmir- und andere hochwertige Wollstoffe bekannt ist, mehrheitlich im Besitz des französischen Luxusgüterherstellers LVMH.

## Unternehmensgeschichte
Ursprünglich aus Trivero stammend, begannen Mitglieder der Familie Loro Piana unter der Leitung von Giacomo Loro Piana im Jahr 1812 als Kaufleute mit dem Handel von Wollstoffen. In der zweiten Hälfte des Jahrhunderts zogen sie mit ihrem Betrieb nach Valsesia. Im April 1924 gründete schließlich Pietro Loro Piana in Quarona bei Biella das heutige Unternehmen. Mitte der 1940er Jahre begann sein Neffe Franco Loro Piana durch den Export von Wollstoffen mit der internationalen Expansion.
Seine Söhne Sergio (* 24. Mai 1948; † 20. Dezember 2013) und Pier Luigi Loro Piana (* 1951) übernahmen 1975 die Leitung des Unternehmens. Der Unternehmenswert lag in dieser Zeit bei umgerechnet 1,7 Millionen Euro. Als Unternehmenslogo wurde ein selbst kreiertes Wappen über einem Lorbeerkranz gewählt.
Für die Olympischen Sommerspiele 1992 stattete das Unternehmen die italienische Reiter-Mannschaft mit Jacken, die sogenannte Horsey-Jacke, aus. Dies legte den Grundstein für den Aufbau einer eigenen Bekleidungslinie ab 1998 samt Accessoires und später auch Lederwaren. Die erste Loro-Piana-Boutique wurde 1993 in New York City eröffnet, zahlreiche weitere folgten. Das erste eigene Geschäft in Hongkong öffnete 2005 seine Türen. Zum Stand 2012 existierten in Europa, den USA und in Asien insgesamt 135 Loro-Piana-Ladengeschäfte, darunter auch Filialen in Frankfurt am Main, München, Düsseldorf, Hamburg, Keitum, Wien, St. Moritz, Gstaad, Zürich und Genf.
Heute ist Loro Piana der größte Cashmerehersteller und der größte Händler feinster Wolle der Welt. Auch die Wolle der Vikunjas, für die das Unternehmen in Peru ein Naturreservat unterhält, wird von Loro Piana zu hochpreisigen Tuchen und Kleidungsstücken verarbeitet. Alljährlich produziert die Firma eine limitierte Edition der feinsten Anzugstoffe aus neuseeländischer Merinowolle. Die Weberei hält seit 2005 den Weltrekord für die feinste gesponnene Wollfaser mit nur 11,8 Mikrometer Durchmesser.
2008 wurde das Unternehmen mit einem Wert von fast 430 Millionen Euro eingestuft. Der Jahresumsatz 2012 der Loro Piana SpA belief sich auf um die 630 Millionen Euro bei einem Umsatzplus von 13 % im Vergleich zum Vorjahr.
Im Juli 2013 übernahm der französische Luxusgüterkonzern LVMH für 2 Milliarden Euro einen Anteil von 80 % an Loro Piana. Die übrigen 20 % verbleiben bei Sergio († 19. Dezember 2013) und Pier Luigi Loro Piana, die weiterhin die Unternehmensführung innehaben. Im Dezember 2013 ernannte LVMH Antoine Arnault, Sohn des Konzernchefs, zum neuen Präsidenten des Verwaltungsrates von Loro Piana.
Am 14. Juli 2025 stellte ein Mailänder Gericht Loro Piana unter gerichtliche Aufsicht. Grund dafür sind schwere Vorwürfe der Ausbeutung von Arbeitskräften in der Lieferkette: Loro Piana habe Teile seiner Produktion über zwei Strohfirmen ohne eigene Fertigungskapazitäten an chinesisch geführte Werkstätten in Italien ausgelagert, in denen Arbeitskräfte ausgebeutet wurden. Das Gericht ordnete die Einsetzung eines externen Verwalters an. Laut Gerichtsurteil setzte Loro Piana seine Praktiken fort, obwohl ähnliche Fälle in der Modebranche bereits öffentlich bekannt waren und obwohl bedeutende italienische Modemarken im Mai 2025 eine Branchenvereinbarung gegen Arbeitsausbeutung unterzeichnet hatten.